# Anny Ahlers
Anny Ahlers, née le 21 décembre 1907 à Hambourg et morte le 14 mars 1933 à Londres, est une actrice et chanteuse allemande.

## Biographie
Anny Ahlers commence sa carrière dès l'âge de quatre ans au cirque où elle chante et danse. Sa première apparition en tant que chanteuse d'opérette a lieu au Volksoper de Hambourg puis dans l'opérette Casanova, composée par Ralph Benatzky. Ensuite, la diva chante à Krefeld et à Breslau. En 1928, Erik Charell l'engage à Berlin. Elle crée l'opérette Die Blume von Hawaii (La Fleur de Hawaï) de Paul Abraham.
Elle joue dans six films entre 1928 à 1931 puis, grâce à sa belle voix, elle obtient un engagement pour une opérette, La Dubarry de Carl Millöcker, créée au Théâtre de Sa Majesté à Londres avec Helen Haye et Heddle Nash (en).
S'adonnant à l'alcool, à la drogue — morphine —, prenant des somnifères et souffrant de tuberculose, Anny Ahlers meurt en 1933 dans des circonstances controversées après avoir sauté par la fenêtre de l'appartement dans un suicide apparent.

## Filmographie
- 1928 : Casanova
- 1931 : Der wahre Jakob : Yvette
- 1931 : Die Faschingsfee : Alexandra
- 1931 : Die Liebesfiliale : Madame Irène
- 1931 : Die Marquise von Pompadour : la marquise de Pompadour
- 1931 : Kabarett-Programm Nr. 5 (court métrage)
- 1932 : Le Studio amoureux (Die verliebte Firma) de Max Ophüls : Peggy Barling